# Angie (Vorname)
Angie ist ein weiblicher, seltener als Angy auch männlicher Vorname.

## Herkunft und Bedeutung
Angie ist die englische Kurzform der weiblichen Vornamen Angela, Angelina und Angelika. Die Herkunft ist immer dieselbe, aus lateinisch angelus ‚Bote‘, ‚Engel‘, dieses aus dem Griechischen und vielleicht Altpersischen.
Die Form Angy steht dann auch zu Angelo, Ángel, und ähnlichem.

## Verbreitung
Berühmt ist der Name durch den Rolling-Stones-Hit Angie, von Mick Jagger und Keith Richards geschrieben, und 1973 als Single und auf dem Album Goats Head Soup erschienen. Seitdem hat der Name Eigenständigkeit gewonnen und ist als solcher weltweit verbreitet.
Die Form Angy ist seltener, international, und weitgehend unisex.

## Namenstage
Siehe Angela und Angelo.

## Namensträger

### Angie
- Angie Bainbridge OAM (* 1989), australische Schwimmerin
- Angie Bland (* 1984), belgische Volleyballspielerin
- Angie Bowie (* 1949), US-amerikanische Autorin, Schauspielerin und Sängerin, siehe Angela Bowie
- Angie E. Brooks verh. Brooks-Randolph (1928–2007), liberianische Juristin und Diplomatin
- Angie Brown (* 1963), britische Sängerin im Bereich House und Dance
- Angie Cepeda (* 1974), kolumbianische Filmschauspielerin
- Angie Craig (* 1972), US-amerikanische Politikerin (Demokraten)
- Angie DeGrazia, US-amerikanische Schauspielerin
- Angie Teodora Dick, US-amerikanische Schauspielerin
- Angie Dickinson, eigentl. Angelina Brown (* 1931), US-amerikanische Schauspielerin
- Angie Everhart (* 1969), US-amerikanische Schauspielerin und Filmproduzentin deutsch-englischer Abstammung
- Angie Fielder, australische Filmproduzentin
- Angie Geschke (* 1985), deutsche Handballspielerin
- Angie González (* 1981), venezolanische Radsportlerin
- Angie Harmon (* 1972), US-amerikanische Schauspielerin
- Angie Hiesl (* 1954), deutsche Performance- und Installations-Künstlerin, Choreographin und Regisseurin
- Angie Kerr, eigentl. Angela Beth Woznuk Kerr (* 1985), US-amerikanische Fußballspielerin
- Angie Turner King (1905–2004), US-amerikanische Chemikerin, Mathematikerin und Hochschullehrerin
- Angie Lau (* 1973), chinesische Journalistin
- Angie Marino (* 1990), US-amerikanische BMX-Freestyle-Fahrerin in der Variante Park
- Angie Martinez (* 1971), US-amerikanische TV- und Radiomoderatorin
- Angie Moretto, eigentl. Angelo Joseph Moretto (* 1953), kanadischer Eishockeyspieler
- Angie Palacios (* 1999), kolumbianische Leichtathletin
- Angie Palacios (* 2000), ecuadorianische Gewichtheberin
- Angie Palmer (* 1965), britische Folksängerin und Songwriterin
- Angie Petty, eigentl. Angela Kate Petty (* 1991), neuseeländische Mittelstreckenläuferin
- Angie Ponce (* 1996), ecuadorianische Fußballnationalspielerin
- Angie Reed (* 1973), US-amerikanische Musikerin
- Angie Sage (* 1952), britische Illustratorin und Autorin
- Angie Sanclemente Valencia  (* 1979), kolumbianisches Fotomodell, Schauspielerin und Schönheitskönigin
- Angie Savage, eigentl. Kerry Ann Stevenson (* 1981), US-amerikanische Pornodarstellerin und Schauspielerin
- Angie Scarth-Johnson, eigentl. Angelina Margarita Scarth-Johnson (* 2004), australische Sportkletterin
- Angie Skirving, eigentl. Angela Robyn Skirving OAM (* 1981), australische Hockeyspielerin
- Angie Stardust (1939–2007), deutsch-US-amerikanische Sängerin, Bühnenkünstlerin, Filmschauspielerin und Nachtclubbetreiberin
- Angie Stone, eigentl. Angela Laverne Brown (1961–2025), US-amerikanische Sängerin
- Angie Thomas (* 1988), US-amerikanische Schriftstellerin
- Angie Waller, Medienkünstlerin
- Angie Westhoff (* 1965), deutsche Kinder- und Jugendbuchautorin
- Angie Woolcock (1973–2016), australische Tennisspielerin
- Angie Zelter (* 1951), britische Friedensaktivistin

### Angy
- Angy Burri, eigentl. Angelo Burri (1939–2013), Schweizer Künstler und Musiker
- Angy Eiter (* 1986), österreichische Sportkletterin, siehe Angela Eiter
- Angy Fernández, eigentl. Ángela María Fernández González (* 1990), spanische Schauspielerin und Sängerin

## Sonstige Benennungen
- Orte: Angie (Louisiana)
- zu Werken siehe Angie